# انجلو موسون
انجلو موسون (انگلیسی: Angelo Musone؛ زادهٔ ۱۹ سپتامبر ۱۹۶۳) بوکسور اهل ایتالیا است.
وی همچنین برندهٔ جوایزی همچون نشان شایستگی جمهوری ایتالیا شده‌است.